# Кой-Крылган-кала

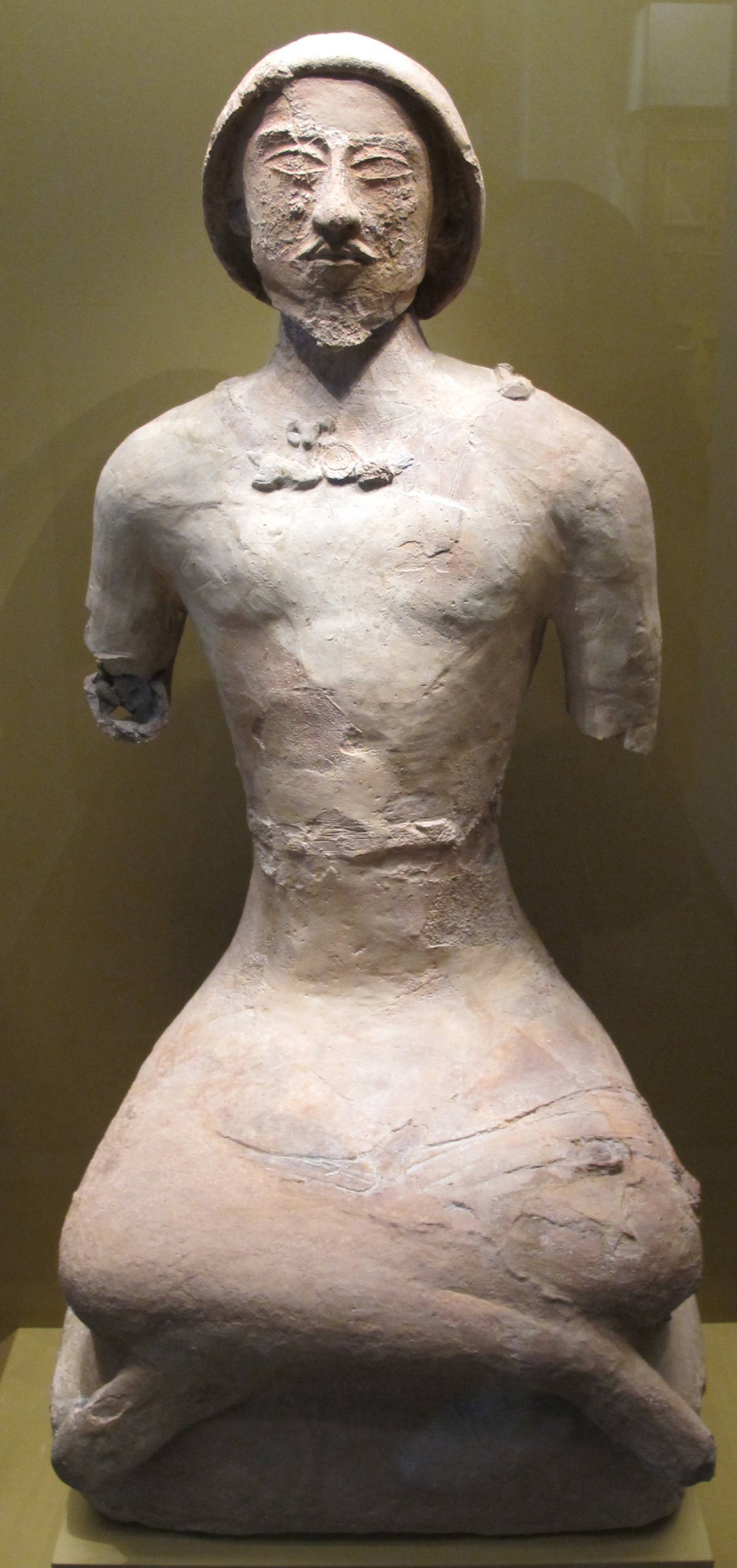
Статуя мужчины, район Кой-Крылган-Кала, первые века до н.э., Эрмитаж

Кой-Крылга́н-кала́ — остатки хорезмийского сооружения, которое находится в Элликкалинском районе Каракалпакстана.

## История

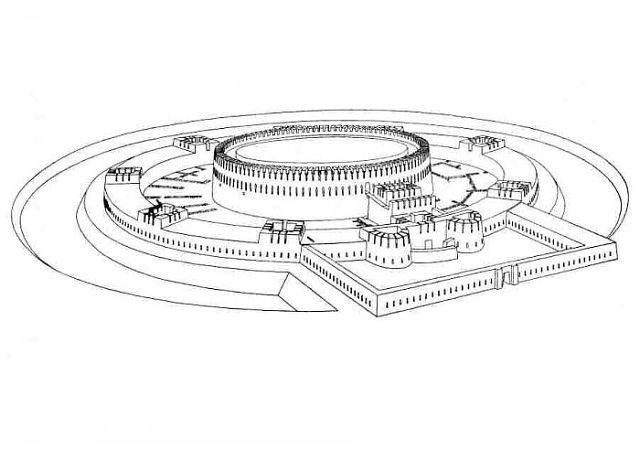
Кой Крылган кала, реконструкция

Предположительно, сооружение было возведено в IV—III веках до н. э., затем было разрушено сакскими племенами на рубеже II века до н.э. и вновь было обитаемо в III—IV вв. н. э. Обнаружено городище было в 1938 году Хорезмийской археологической экспедицией под руководством С. П. Толстова, систематически памятник изучался в 1951—1957 годах, когда был полностью раскопан.
Сооружение представляет собой цилиндрическое двухэтажное здание диаметром 44 метра, вокруг которого на расстоянии 14 метров возведены крепостные стены; пространство между центральным сооружением и стенами было застроено жилыми постройками. Предположительно, центральное сооружение использовалось как гробница хорезмийских царей и как зороастрийский храм. Кроме того, он отделан фресками. Также возможно, что в крепости функционировала астрономическая обсерватория.